# パコと魔法の絵本
『パコと魔法の絵本』（パコとまほうのえほん）は、2008年公開の日本映画。
派生アニメーション作品『いつもワガママガマ王子』についても本項で説明する。

## 概要
2004年に全国8都市で公演された後藤ひろひと原作の舞台『MIDSUMMER CAROL ガマ王子 vs ザリガニ魔人』を、『下妻物語』や『嫌われ松子の一生』などの監督を手がける中島哲也が、長編日本映画としては初めて3DのフルCGと実写を駆使し、新たな解釈で映像化。
2008年7月29日には東京都内で行われた完成披露記者会見で、約400万円の制作費をかけて作られた高さ3m、幅4.2mの絵本が登場。「世界最大の飛び出す絵本」としてギネスブックに申請された。
キャッチコピーは「子どもが大人に、読んであげたい物語。」。

## 興行成績
2008年9月13日に日本全国292の劇場で公開され、週末興行成績で初登場2位となった。1位は公開3週目の『20世紀少年 第1章 -終わりの始まり-』が堅守した。客層は男女比26対74で、家族や女性を中心とした広い客層を呼び込み、初日からの連休3日間で382,700人を動員、興行収入467,929,100円を上げた。公開3週目には動員数が100万人に達し、興収は13億円を突破。日本国内の公開年度内最終収益は23.6億円に達した。

## あらすじ
そう遠くはない昔、あるところに変人ばかりが集まる病院があった。院内一の嫌われ者で偏屈な“クソジジイ”と呼ばれていた大貫は、ある日パコという少女と出会う。彼女にも意地悪に接することしかできない大貫は、紛失した純金のライターをパコが盗んだと誤解して頬を引っ叩き、泣かせてしまう。
翌日、大貫は再びパコと出会うが、パコは大貫のことを覚えていなかった。パコは事故で両親を失い、彼女だけは奇跡的に助かったが、事故の後遺症でたった1日しか記憶を保てないという記憶障害を持っていたのだ。今日起こった出来事は、明日になれば全て忘れてしまう。その翌日も、何事もなかったかのように大貫に近づいて来たパコだったが、彼が自分の頬に「触れた」ことは覚えていた。
パコと接していくうちに彼女の記憶に“何か”を残すことが出来るかもしれない。彼女のために“何か”出来るかもしれない。そう考えた大貫は、パコのために何か自分にできる事はないかと、病院の皆に頭を下げ、一緒にパコの愛読する絵本の演劇をしたいと懇願する。

## キャスト
括弧内はクリスマスの劇中で演じた役名。
大貫（ガマ王子）
演 - 役所広司
入院患者。浩一のおじで大会社の会長。傲慢で乱暴者。悪態をつき、意地悪ばかりしているため、入院患者からは「クソジジイ」と呼ばれていたが、パコに出会ってから変わっていき、パコのために何か記憶に残せるものを作ろうと、彼女の愛読している絵本の演劇をしようと奔走する。
パコ
演 - アヤカ・ウィルソン
入院患者の少女。交通事故の後遺症で、1日しか記憶が保てない記憶障害を持つ。両親は同じ交通事故で亡くなっている。大貫には最初は意地悪されていたが、ある出来事をきっかけに大貫の良き理解者となる。
滝田（サカナ）
演 - 劇団ひとり
入院患者。消防車に轢かれて怪我を負った消防士。人命救助を生きがいにしている。
龍門寺（ミズスマシ君）
演 - 山内圭哉
入院患者。銃の暴発で怪我を負い、入院しているヤクザ。
木之元（ガマ姫・ガマ王子の母）
演 - 國村隼
入院患者。ジュディ・オング好きのオカマで、子持ち。怪我は治っているが、賠償金を吊り上げるため入院を無理に延ばしている。
室町（ザリガニ魔人）
演 - 妻夫木聡
薬物依存症の入院患者。自殺癖が強く、その度に入退院を繰り返している。子供の頃は売れっこの子役だったため、大人の俳優になりきれないことを悩んでいる。
堀米（ヤゴ）
演 - 阿部サダヲ
神出鬼没で掴み所のない謎の入院患者。空気が読めない。なぜ入院しているのかは不明だが、作中での医者 浅野との会話から精神疾患系での入院患者と推測される。
浩一（アメンボ・ガマ王子の家来）
演 - 加瀬亮
大貫の甥で、雅美の夫。弱気で妻には頭が上がらない（所謂、恐妻家）。
雅美（沼エビの魔女）
演 - 小池栄子
看護師。浩一の妻で、大貫の甥嫁。悪魔のような性格で、ことあるたびに夫に噛みつく癖がある。金のため大貫に媚びを売る。浩一からは「雅美ちゃん」と呼ばれている。
タマ子（メダカちゃん）
演 - 土屋アンナ
強面で髑髏とバラのタトゥーを入れた、悪魔のような不良看護師。
浅野（タニシ）
演 - 上川隆也
変装好きで陽気な性格の医者。
包帯バンド
劇中で音楽を演奏する包帯ぐるぐる巻きの入院患者たち。
- ボーカル - 木村カエラ
- のこぎり - サキタハヂメ
- ほかにトイピアノ、小太鼓、チューバ、バイオリンを演奏するメンバーがいるが、劇中の出演者と実際の演奏者は異なる。

## スタッフ
- 原作：後藤ひろひと
- 監督：中島哲也
- 脚本：中島哲也、門間宣裕
- プロデューサー：鈴木一巳、松本整、鈴木ゆたか、甘木モリオ、石田雄治
- 撮影：阿藤正一、尾澤篤史
- ビデオエンジニア：千葉清美
- 照明：高倉進
- 録音：福田伸
- 美術：桑島十和子
- 装飾：西尾共未
- スタイリスト：申谷弘美
- ヘアメイク：山崎聡
- ヴィジュアルエフェクツスーパーバイザー：柳川瀬雅英
- ヴィジュアルエフェクツプロデューサー：土屋真治
- CGディレクター / CGプロデューサー：増尾隆幸
- 編集：小池義幸
- 整音：太斉唯夫
- 音楽：ガブリエル・ロベルト
- 音楽プロデューサー：金橋豊彦
- 製作：「パコと魔法の絵本」製作委員会（テレビ東京、博報堂DYメディアパートナーズ、デスペラード、東宝、吉本興業、パルコ、ホリプロ、幻冬舎、アミューズソフトエンタテインメント、リクリ、シネバザール、キューブ、テレビ大阪、コロムビアミュージックエンタテインメント、テレビ愛知、テレビ北海道、TVQ九州放送、テレビせとうち）
- 制作プロダクション：リクリ

## 主題歌
- 木村カエラ 「memories（original version）」

## 受賞歴
- 2008年 ミュンヘン・アジアフィルムフェスト上映作品に選出[7]
- 2009年 第3回アジア・フィルム・アワード[8]
  - 撮影賞候補
  - 美術賞候補
  - 視覚効果賞候補
- 2009年 第63回毎日映画コンクール[9]
  - 技術賞
- 2009年 第32回日本アカデミー賞[10][11]
  - 最優秀美術賞
  - 優秀監督賞
  - 優秀主演男優賞
  - 優秀音楽賞
  - 優秀撮影賞
  - 優秀照明賞
  - 優秀録音賞
  - 優秀編集賞
  - 新人俳優賞
- 2009年 映画館大賞[12]
  - 映画館スタッフが選ぶ、2008年に最もスクリーンで輝いた映画 第47位

## いつもワガママガマ王子
『いつもワガママガマ王子』（いつもわがままがまおうじ）は、『パコと魔法の絵本』のスピンオフ作品として作成された日本のアニメーション。2008年4月から9月までの月曜20:54 - 21:00に、テレビ東京系列で全17話が放送された。『パコと魔法の絵本』内の劇中劇に登場するキャラクターが登場し、ナビゲーターとしてパコが実写で出演する。
キャスト
- ガマ王子 - 近藤春菜
- ミズスマシ - 宮迫博之
- アメンボ - 蛍原徹
- ガマ姫 - 永井佑一郎
- ヤゴ - あべこうじ
- ナレーション - 坂本頼光
- パコ - アヤカ・ウィルソン

| テレビ東京 月曜日20:54 - 21:00枠 | テレビ東京 月曜日20:54 - 21:00枠 | テレビ東京 月曜日20:54 - 21:00枠 |
| 前番組                           | 番組名                           | 次番組                           |
| -------------------------------- | -------------------------------- | -------------------------------- |
| 柔道ワールドグランプリへの道     | いつもワガママガマ王子           | やりすぎコージーみどころ         |

## 関連商品

### 書籍
- パコと魔法の絵本（2008年7月、幻冬舎文庫）ISBN 978-4344411616

著者：関口尚、映画のノベライズ作品。
- パコと魔法の絵本 ガマ王子対ザリガニ魔人（2008年8月、主婦と生活社）ISBN 978-4391136579

著者として、パコが読んでいた絵本の作者であり入院患者の一人である「堀米けんじ」の名が書かれている。
- パコと魔法の絵本 PHOTO STORY BOOK（2008年8月29日、ぴあ）ISBN 978-4835612171

映画「パコと魔法の絵本」のオフィシャルブック。ストーリー、キャラクターを写真で紹介し、監督インタビューも掲載。
- いつもわがままガマおうじ（2008年8月26日、ヨシモトブックス・ワニブックス）ISBN 978-4847017988

著者：えんどうしゅうこ、イラスト：マクティコ、スピンオフアニメ『いつもワガママガマ王子』の絵本化作品。

### 映像作品
- パコと魔法の絵本（2009年3月8日、アミューズソフトエンタテインメント）
  - 通常版DVD DSL-10015：映画本編（視聴覚障碍者向けに、場面説明音声、セリフ字幕、場面説明字幕を収録）
  - 特別版DVD 2枚組 DSL-10016：映画本編、メイキング、主題歌PV、予告、CM
  - Blu-ray DSL-10017：映画本編
- メイキング オブ「パコと魔法の絵本」と「いつもワガママガマ王子」（2008年8月30日、よしもとアール・アンド・シー）YRBN-90023

『いつもワガママガマ王子』の1話から5話、予告編、メイキング、および『パコと魔法の絵本』のメイキングを収録。
- 映画「パコと魔法の絵本」スピンオフアニメ『いつもワガママガマ王子』（2009年3月6日、よしもとアール・アンド・シー）YRBN-90050

放送されたアニメ17話および特別編4話を収録。